# Victor IV (antipape, 1159-1164)
Pour les articles homonymes, voir Victor IV et Victor.
Victor IV (Ottaviano Crescenzi Ottaviani, signori di Monticelli), né à Tivoli en Italie en 1095 et mort le 20 avril 1164, est antipape de 1159 à sa mort.

## Biographie
Ottaviano Crescenzi Ottaviani appartenait à une branche cadette de l'importante famille noble des Crescenzi. En 1138, il fut nommé cardinal-diacre de San Nicola in Carcere par Innocent II et en 1151 cardinal-prêtre de Santa Cecilia de Trastevere.
Le 1er septembre 1159, le pape Adrien IV mourut. Lorsque le 7 septembre eut lieu l'élection du nouveau pape, Ottaviano était le candidat de l'empereur Frédéric Barberousse. Cependant les opposants à Frédéric étaient les plus nombreux et ils préférèrent Orlando Bandinelli qui prit le nom d'Alexandre III. Ottaviano réagit en convoquant des troupes armées et se fit acclamer par elles en tant que pape sous le nom de Victor IV (Victor en latin signifie « vainqueur »). Le 4 octobre 1159, il fut intronisé sous la protection de l'armée impériale tandis qu'Alexandre était forcé de s'enfuir en France.
Cependant Barberousse était le seul à reconnaître Victor ; il en appela à un concile à Pavie en février 1160, officiellement pour trancher la question de cette double élection. En réalité, il voulait faire reconnaître Victor IV comme seul pape légitime car par ailleurs les partisans d'Alexandre ne furent pas admis au concile. Ce dernier confirma donc Victor comme prévu, mais la décision resta sans effet car le concile était considéré comme illégitime par la majorité du clergé. De plus, les souverains chrétiens (principalement Henri II d'Angleterre et Louis VII de France) reconnaissaient pour leur part Alexandre III, après un autre concile tenu dans la collégiale Saint-Pierre de Neuf-Marché.
L'empereur continua à essayer d'imposer la reconnaissance de Victor comme pape, mais sans résultat. L'antipape mourut à Lucques le 20 avril 1164 et Pascal III fut élu pour le remplacer.